# Bagnols-sur-Cèze
 Bagnols-sur-Cèze  (en occitano Banhòus de Céser) es una población y comuna francesa, en la región de Languedoc-Rosellón, departamento de Gard, en el distrito de Nimes. Es el chef-lieu del cantón de Bagnols-sur-Cèze.

## Demografía
| 4 800 | 4 888 | 4 994 | 4 921 | 4 090 | 4 847 | 4 827 | 4 780 | 4 870 | 5 050 | 5 184 | 4 876 | 4 930 | 4 666 | 4 458 | 4 454 | 4 500 | 4 461 | 4 582 | 4 445 | 3 918 | 4 450 | 4 481 | 4 669 | 5 211 | 5 546 | 12 905 | 16 468 | 17 534 | 17 602 | 17 872 | 18 103 | 18 512 |
| Para los censos de 1962 a 1999 la población legal corresponde a la población sin duplicidades (Fuente: INSEE [Consultar]) |       |       |       |       |       |       |       |       |       |       |       |       |       |       |       |       |       |       |       |       |       |       |       |       |       |        |        |        |        |        |        |        |